# Faris az-Zahrani

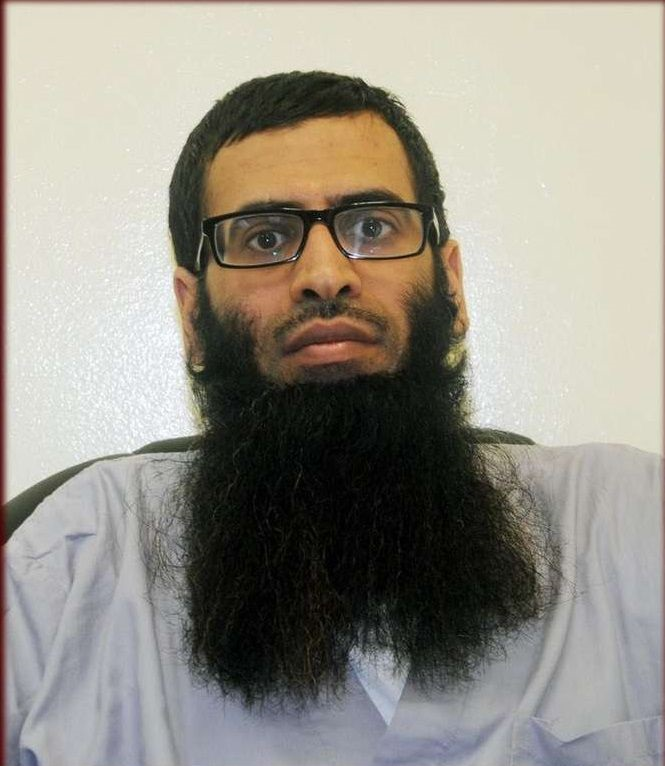
Faris az-Zahrani

Faris az-Zahrani (arabisch فارس أحمد جمعان آل شويل الزهراني, DMG Fāris Aḥmad Ǧamʿān Āl Šuwail az-Zahrānī, auch Faris al-Sahrani, * 1977; † 2. Januar 2016 (hingerichtet) in Saudi-Arabien) war ein mutmaßliches Mitglied der Terrororganisation al-Qaida in Saudi-Arabien.

## Leben
Faris az-Zahrani wurde am 5. August 2004 von saudischen Sicherheitskräften in einem Café in der Stadt Abha, rund 800 Kilometer südwestlich der Hauptstadt Riad, festgenommen. Seit dem Tod des vorherigen Führers von al-Qaida in Saudi-Arabien, Abd al-Aziz al-Muqrin, soll er eine zentrale Rolle in der Organisation gespielt haben.
Az-Zahrani soll für eine Serie von Selbstmordanschlägen in Riad im Mai 2003 mitverantwortlich gewesen sein, bei denen 26 Menschen getötet wurden.
Am 2. Januar 2016 wurde er mit 46 weiteren zum Tode Verurteilten hingerichtet.